# Захарчук Святослав Косьмич
Святослав Косьмич Захарчук (11 травня 1890, м. Радивилів — † 194?) — полковник Армії УНР.

## Життєпис
Народився у м. Радивилів  Волинської губернії. На військову службу вступив 29 вересня 1908 р. однорічником 2-го розряду до 44-го піхотного Камчатського полку.
Звільнився у запас молодшим унтер-офіцером 10 грудня 1910 р. Закінчив Чугуївське військове училище (1914), вийшов підпоручиком до 17-го піхотного Архангелогородського полку (Житомир), у складі якого брав участь у Першій світовій війні. Був двічі поранений. Останнє звання у російській армії — штабс-капітан.
Восени 1917 р. служив у запасних частинах Московського військового округу. З українців цих частин сформував та очолив Український Запорізький полк, на чолі якою у листопаді 1917 р. прибув до Харкова. Полк було розміщено у Куп'янську, де у грудні 1917 р. він був роззброєний загонами більшовицьких військ під командуванням В. Антонова-Овсієнка.
Зі старшинами та добровольцями виїхав до Києва, де сформував 1-шу сотню куреня Червоних гайдамаків Гайдамацького Коша Слобідської України. На чолі сотні брав участь у боях під ст. Гребінка та у вуличних боях у Києві.
У 1918 р. закінчив Інструкторську школу старшин (1-й випуск), служив у  Сердюцькій дивізії Армії Української Держави. З 14 грудня 1918 р. до березня 1919 р. — командир 4-го полку Січових стрільців Дієвої армії УНР, переформованого з 4-го Сердюцького полку гетьмана П. Скоропадського.
У квітні 1919 р. перебував у госпіталі. З 2 травня 1919 р. — у розпорядженні командувача Холмською групою Дієвої армії УНР, з 5 травня 1919 р. — командир 2-го кінного Кубанського полку Окремої кінної бригади, яка мала бути сформована у складі Холмської групи.
З 16 травня 1919 р. перебував у польському полоні, з 27 вересня 1919 р. — командир відділу Подільської кордонної бригади УНР, з 4 жовтня 1919 р. — т. в. о. командира Подільської кордонної бригади УНР (до 17 листопада 1919).
З 21 травня 1920 р. — комендант штабу Охорони Головного Отамана, з 14 червня 1920 р. — помічник начальника Охорони Головного Отамана, з 28 серпня 1920 р. — у розпорядженні начальника Тилу Армії УНР.